# Néstor Mario Rapanelli
Néstor Mario Rapanelli, (Buenos Aires, 23 de abril de 1929-23 de febrero de 2021) fue un ejecutivo y economista argentino. Fue el segundo ministro de Economía de Carlos Menem, sucediendo a Miguel Ángel Roig quien falleció a los cinco días de asumir.

## Ministro de Economía
En el año 1989, Argentina se encontraba en una grave crisis económica. La inflación, alcanzó un 78,4% en mayo, mes de las elecciones presidenciales en las que se impuso el candidato del justicialista Carlos Menem. Ante la gravedad de la crisis, Alfonsín renunció el 8 de julio de 1989 para anticipar la entrega del mando a Carlos Menem.
El gobierno de Menem intentó, en el período de julio de 1989 a diciembre de 1989, estabilizar los precios internos mediante la implementación de un plan económico denominado "Plan BB", que incluía entre otras medidas, la reducción del desequilibrio externo y fiscal, subidas en las tarifas públicas y combustibles y una fuerte devaluación del Austral. Este plan fue elaborado por ejecutivos de Bunge & Born y fue nombrado para llevarlo adelante a Miguel Ángel Roig, quien fuera un alto ejecutivo de ese grupo agroindustrial.
Ante el súbito fallecimiento de Roig, Menem nombró como sucesor a Rapanelli, también alto ejecutivo de Bunge & Born, de manera de mostrar continuidad en el modelo económico a seguir. Por otra parte, Eduardo Curia -que había asesorado a Menem durante la campaña- fue designado secretario de Gestión Económica bajo la órbita primero de Roig y luego de Rapanelli.
Ese 18 de julio el juez venezolano Luis Guillermo La Riva López confirmó al diario Página/12 que existía una orden de detención a Rapanelli por su relación en un caso de sobreprecios en la empresa de Bunge & Born en su país (GRAMOVEN), pero Menem lo desmintió por Radio Continental, afirmando que el flamante ministro ya había sido sobreseído, y las declaraciones del juez se enmarcaban en una situación de enfrentamiento político dentro de Venezuela.
Ante los problemas inflacionarios y el abultado monto de la deuda externa, el 11 de septiembre se logró destrabar una serie de créditos del Banco Mundial, al tiempo que se consiguió que la entidad apoyara los procesos de privatización de servicios públicos encaradas en el marco de la Ley de Reforma del Estado. El 15 de ese mes, Rapanelli firmó junto a Roberto Dromi que en el marco de las privatizaciones las empresas públicas ENCoTel, Ferrocarriles Argentinos y Yacimientos Carboníferos Fiscales permanecerían cerradas a partir del 1 de enero del año siguiente.
El 20 de septiembre Rapanelli informó al Congreso Nacional sobre las bases del acuerdo con el Fondo Monetario Internacional. Se ajustarían los salarios de manera semestral de acuerdo a la inflación prevista, se firmaría en el plazo de una semana un crédito stand by por US$ 1500 millones, Argentina destinaría a lo largo de 1990 US$ 3500 millones a pago de intereses de su deuda externa, se llevaría adelante la reforma impositiva y se daría al PBI un crecimiento del 4,5% en el año a comenzar.
Sin embargo el período de Bunge & Born dentro del gobierno tuvo una corta vida y su final lo determinó la segunda hiperinflación, que se desató después de una nueva devaluación en diciembre de 1989. Su renuncia el 18 de diciembre de 1989 marcó el final del Plan BB.
Posteriormente, presidió el directorio de Scania Argentina entre 1998 y 2004.